# Port lotniczy Redang
Port lotniczy Redang (IATA: RDN, ICAO: WMPR) – port lotniczy położony na wyspie Redang, w stanie Terengganu, w Malezji.